# كبريتيت الكالسيوم
كبريتيت الكالسيوم (سلفيت الكالسيوم) مركب كيميائي لاعضوي صيغته CaSO3، ويوجد على شكل صلب أبيض اللون.

## التحضير
يحضر المركب من تمرير غاز ثنائي أكسيد الكبريت في محلول من هيدروكسيد الكالسيوم؛ ثم باستحصال المركب على شكل مسحوق أبيض بعملية تبخير للمحلول الناتج:
{\displaystyle \mathrm {Ca(OH)_{2}+SO_{2}\longrightarrow CaSO_{3}+H_{2}O} }

## الخواص
يوجد المركب في الشروط القياسية على شكل صلب بلوري أبيض اللون، وهو عملياً غير منحل في الماء، إذ يذوب منه فقط حوالي 4.3 مغ في كل 100 مل ماء.
يتمتع المركب بخواص اختزالية، وهو يتأكسد بأكسجين الهواء إلى كبريتات الكالسيوم:
{\displaystyle \mathrm {2\ CaSO_{3}+O_{2}\longrightarrow 2\ CaSO_{4}} }

## الاستخدامات
يستخدم كبريتيت الكالسيوم ضمن الإضافات في الصناعات الغذائية في بعض البلدان مثل دول الاتحاد الأوروبي وذلك مادةً حافظة ومضادة للتأكسد، حيث له الرقم E226.
بالإضافة إلى ذلك فهو يستخدم عاملاً ضمن عملية البيكبريتيت في صناعة اللب والورق.